# Костянтин Каратеодорі
Костянтин Каратеодорі, або Константінос Каратеодорі (грец. Κωνσταντίνος Καραθεοδωρή, 13 вересня 1873, Берлін — 2 лютого 1950, Мюнхен) — грецький і німецький математик. Зробив значний внесок у теорію функції дійсної змінної, варіаційного числення і теорії міри множини. Отримав також важливі результати в галузі конформного відображення і теорії відповідності границь. 1909 року подав логічно чітку аксіоматичну побудову основ термодинаміки. Здійснив вплив на Альберта Ейнштейна. Професор Мюнхенського університету, член Афінської академії від дня її заснування.

## Біографія

### Дитинство та юність
Костянтин Каратеодорі народився 1873 року в Берліні, в родині греків, але виріс у Брюсселі, оскільки батько служив у Бельгії послом Османської імперії. Загалом родина Каратеодорі походила із Вісси. Дуже шанувалася у Константинополі, і члени родини займали багато важливих державних посад.
Сім'я Каратеодорі 1874—1875 роки провела в Константинополі, там також жив дід Костянтина по батьковій лінії. Потім 1875 року батько Костянтина Стефанос Каратеодорі був призначений послом Османської імперії. Після переїзду до Брюсселя народилася Юлія, молодша сестра Костянтина. 1879 рік був трагічним для сім'ї, оскільки того року помер дід по батьковій лінії, а пізніше мати Костянтина Деспіна померла від пневмонії в Каннах. Вихованням дітей зайнялася бабуся по материнській лінії, крім того родина найняла няню німкеню, яка і навчила дітей говорити німецькою. До того часу Костянтин вже володів рідною грецькою та французькою мовами.

### Освіта
1881 року Костянтин розпочав освіту в приватній школі Вандерсток (Vanderstock). Однак за два роки залишив навчання, поїхав за батьком у Берлін, а потім зими 1883—1884 і 1884—1885 років провів на Італійській рів'єрі. Після повернення до Брюсселя рік навчався у середній школі, де вперше зацікавився математикою. 1886 року вступив до вищої школи Athénée Royal d'Ixelles, яку закінчив 1891 року. За ці роки двічі отримував приз як учень в Бельгії, що досяг найкращих успіхів у вивченні математики.
Після школи Костянтин Каратеодорі розпочав підготовку як військовий інженер, навчався у Військовій академії Бельгії з жовтня 1891 по травень 1895 року та паралельно у Прикладній школі (École d'Application) з 1893 по 1896 рік. 1897 року почалася Греко-турецька війна, що поставило Костянтина у скрутне становище: батько підтримував греків, але ж перебував на османській службі. Йому запропонували роботу у Британській колоніальній службі та невдовзі відрядили у Єгипет, де він працював на будівництві греблі Асьют до квітня 1900 року. У періоди, коли будівельні роботи доводилося зупиняти через повені, самотужки вивчав математику за підручниками, зокрема «Курс аналізу» (Cours d'Analyse) Каміля Жордана. У вільний час відвідав піраміду Хеопса і провів вимірювання, які описав і опублікував 1901 року. Того самого року опублікував книгу про Єгипет, яка містить великий обсяг інформації з історії та географії країни.

### Наукова діяльність
1900 року Костянтин Каратеодорі розпочав навчання у Берлінському університеті. 1902 року він закінчив Геттінгенський університет. 1904 року захистив кандидатську, а 1905 — докторську дисертацію. 1908 року отримав звання доцента в Бонні, 1909 року став ординарним професором у Вищій технічній школі Ганновера. 1910 року здобув звання ординарного професора у Вищій технічній школі Бреслау (нині Вроцлав). Від 1913 року — професор Геттінгенського університету, від 1919 — професор Берлінського університету. Також 1919 року обраний до Прусської академії наук. 1920 року призначений деканом в Іонічному університеті міста Смірна. 1922 — професор Афінського університету, а також Афінського політехнічного університету. Від 1924 року був професором Мюнхенського університету. Відійшов від професорства тільки 1938 року.
Костянтин Каратеодорі підготував 20 докторів наук, серед них Ганс Радемахер, Пол Фінслер. Науковець мав широкі наукові контакти, зокрема із Германом Мінковським, Давидом Гільбертом, Альбертом Ейнштейном, Феліксом Клейном, Германом Шварцом, Ліпотом Фейєром.
Наукові контакти в Греції: попри перебування в Німеччині, Каратеодорі зберіг численні зв'язки з грецьким академічним співтовариством. Він був безпосередньо пов'язаний з реорганізацією грецьких університетів. Особливо близьким другом і колегою в Афінах був Ніколаос Крітікос, він був присутнім на багатьох його лекціях у Геттінгені, пізніше поїхав за ним до Смірни. Разом із Каратеодорі він допомагав відомому нині топологу Христосу Папакіріакопулосу у підготовці докторської дисертації з топології в Афінському університеті та її захисті 1943 року. Серед визначних студентів Каратеодорі в Афінському університеті Евангелос Стаматіс, який пізніше став класиком у новогрецькій математичній науці.

## Названі на честь Каратеодорі
- Теорема Каратеодорі про продовження міри
- Теорема Каратеодорі про ядро
- Теорема Каратеодорі — Теплиця
- Теорема Каратеодорі — Фейєра
- Теорема Каратеодорі — Якобі — Лі
- Рівняння Каратеодорі
- Гіпотеза Каратеодорі

## Основні роботи
Монографії
- Vorlesungen über reelle Funktionen. (Lectures on Real Functions) Leipzig-Berlin 1918, 1927,1939 (Teubner); rpr. New York 1948; 3rd corrected ed. 1968 (Chelsea)

- Conformal Representation, Cambridge 1932 (Cambridge Tracts in Mathematics and Physics)

- Geometrische Optik, Berlin, 1937

- Elementare Theorie des Spiegelteleskops von B. Schmidt (Elementary Theory of B. Schmidt's Reflecting Telescope), Leipzig Teubner, 1940 36 pp.; Ges. math. Schr. II 234—279

- Functionentheorie I, II , Basel 1950, 1961 (Birkhäuser). English translation: Theory of Functions of a Complex Variable, 2 vols, New York, Chelsea Publishing Company, 1954

- Mass und Integral und Ihre Algebraisierung, Basel 1956. English translation, Measure and Integral and their Algebraisation, New York, Chelsea Publishing Company, 1963

- Variationsrechnung und partielle Differentialgleichungen erster Ordnung, Leipzig, 1935. English translation Calculus of Variations and Partial Differential Equations of the First Order, New York, Chelsea Publishing Company, 1965.

- Gesammelte Mathematische Schriften München 1954-7 (Beck) I—V.

Публікації
- Über die diskontinuierlichen Lösungen in der Variationsrechung. Diss. Göttingen Univ. 1904; Ges. Math. Schr. I 3-79.
- Über die starken Maxima und Minima bei einfachen Integralen. Habilitationschrift Göttingen 1905; Math. Annalen 62 1906 449—503; Ges. Math. Schr. I 80-142.
- Untersuchungen über die Grundlagen der Thermodynamik, Math. Ann. 67 (1909) pp. 355–386; Ges. Math. Schr. II 131—166.
- Über das lineare Mass von Punktmengen — eine Verallgemeinerung des Längenbegriffs., Gött. Nachr. (1914) 404—406; Ges.Math.Schr. IV 249—275.
- Elementare Beweis für den Fundamentalsatz der konformem Abbildungen. Schwarzsche Festschrift, Berlin 1914; Ges.Math.Schr.IV 249—275.
- Zur Axiomatic der speziellen Relativitätstheorie. Sitzb. Preuss. Akad. Wiss. (1923) 12-27; Ges. Math. Schr. II 353—373.
- Variationsrechnung in Frank P. & von Mises (eds): Die Differential= und Integralgleichungen der Mechanik und Physik, Braunschweig 1930 (Vieweg); New York 1961 (Dover) 227—279; Ges. Math. Schr. I 312—370.
- Entwurf für eine Algebraisierung des Integralbegriffs, Sitzber. Bayer. Akad. Wiss. (1938) 27-69; Ges. Math. Schr. IV 302—342.

## Цікаві факти
- Грецька казкарка Пенелопі Дельта одружилася з племінником Каратеодорі Стефаносом Дельтасом. Водночас прямий нащадок письменниці — Антоніс Самарас, політик, лідер головної опозиційної партії «Нова Демократія».
- Племінник Костянтина Каратеодорі — Іоанніс Аргіріс, один із творців методу скінченних елементів.
- В афінському районі Елліноросон, заселеному іммігрантами першої хвилі з Росії, іменем Каратеодорі названа вулиця.